# Kościół św. Łukasza Ewangelisty w Poznaniu
Kościół św. Łukasza Ewangelisty w Poznaniu – rzymskokatolicki kościół w Poznaniu, zlokalizowany na osiedlu Rusa w części miasta zwanej Chartowo. Stanowi świątynię parafialną dla parafii św. Łukasza Ewangelisty.

## Historia
Pierwszym miejscem kultu religijnego dla mieszkańców obecnego osiedla Rusa była kaplica w domu zakonnym sióstr urszulanek szarych przy ul. Chartowo. W 1980 w centrum pomiędzy czterema osiedlami Chartowa rozpoczęto budowę kościoła pw. Pierwszych Polskich Męczenników. 1 lipca 1982 ks. abp Jerzy Stroba zlecił ks. Janowi Twardemu organizację ośrodka duszpasterskiego na terenie osiedla Rusa. Jednym z pierwszych zadań było postawienie tymczasowej kaplicy. 1 stycznia 1984 oficjalnie erygowano parafię, której patronem został św. Łukasz Ewangelista. Parafia terytorialnie objęła obszar osiedla Rusa, nowo powstającego osiedla Zodiak oraz pojedyncze posesje przy ówczesnej ul. Majakowskiego i na Białej Górze. Ks. Twardy został mianowany pierwszym proboszczem. Na początku 1986 rozpoczęto prace przy budowie właściwego kościoła parafialnego. Pierwsza Msza święta w murach wznoszonej świątyni została celebrowana w noc Bożego Narodzenia 24/25 grudnia 1994. W październiku 1995 zakończono sprawowanie Liturgii w tymczasowej kaplicy. 18 października 1996 miał miejsce obrzęd poświęcenia kościoła. W późniejszych latach kontynuowano prace wykończeniowe oraz doposażano wnętrze (m.in. zainstalowano w oknach witraże).

## Architektura
Autorami projektu są architekci: Lech Sternal i Henryk Marcinkowski. Kościół wzniesiono na planie czworoboku, z wysoką wieżą w jednym z narożników. W głębokiej wnęce naroża wejściowego, wspartego na filarze, umieszczono wielką rozetę. Powyżej głównego ołtarza wielka trójpolowa płaskorzeźba przedstawiająca scenę z ewangelii św. Łukasza. Wykonał ją Antoni Szulc we współpracy z Benedyktem Kasznią. Przedstawia ona Samarytanina dziękującego Jezusowi za uzdrowienie, któremu przygląda się św. Łukasz. Z prawej strony ołtarza obraz Matki Boskiej Częstochowskiej. Nad wejściem i jedną ze ścian empora, na froncie której umieszczono stacje drogi krzyżowej. Wnętrze świątyni nakryte stropem wspartym na czterech słupach, wzorowanym na sklepieniu kryształowym. Z lewej strony do nawy przylega kaplica Miłosierdzia Bożego, oddzielona przeszkloną ścianą. W kaplicy znajduje się ołtarz, krucyfiks i obraz Miłosierdzia Bożego. W kwietniu 2006 blisko wejścia głównego do kościoła ustawiono głaz upamiętniający papieża Jana Pawła II. Na głazie umieszczono cztery pamiątkowe tablice.

## Kapliczka Matki Bożej z Dzieciątkiem
Z inicjatywy proboszcza i rady parafialnej w 2005 w południowo-zachodnim narożu terenu przykościelnego postawiono kapliczkę Matki Bożej z Dzieciątkiem. Rzeźbę ofiarowała rodzina byłych parafian: Bogna i Zbigniew Pilarczykowie. Zbudowana z klinkierowej cegły, w podszczytowej partii otynkowana. Nakryta daszkiem namiotowym.

## Galeria

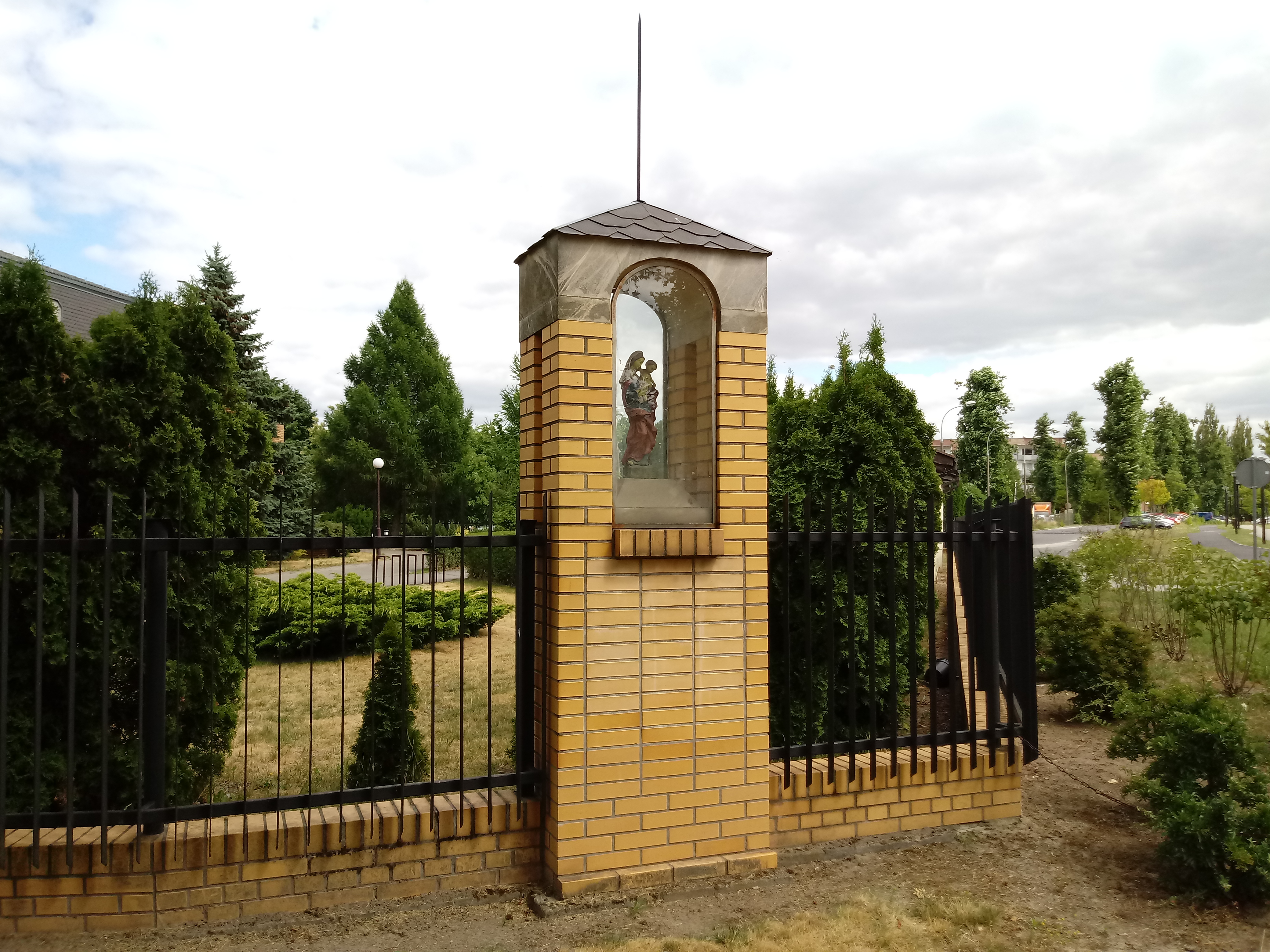
Kapliczka Matki Bożej z Dzieciątkiem
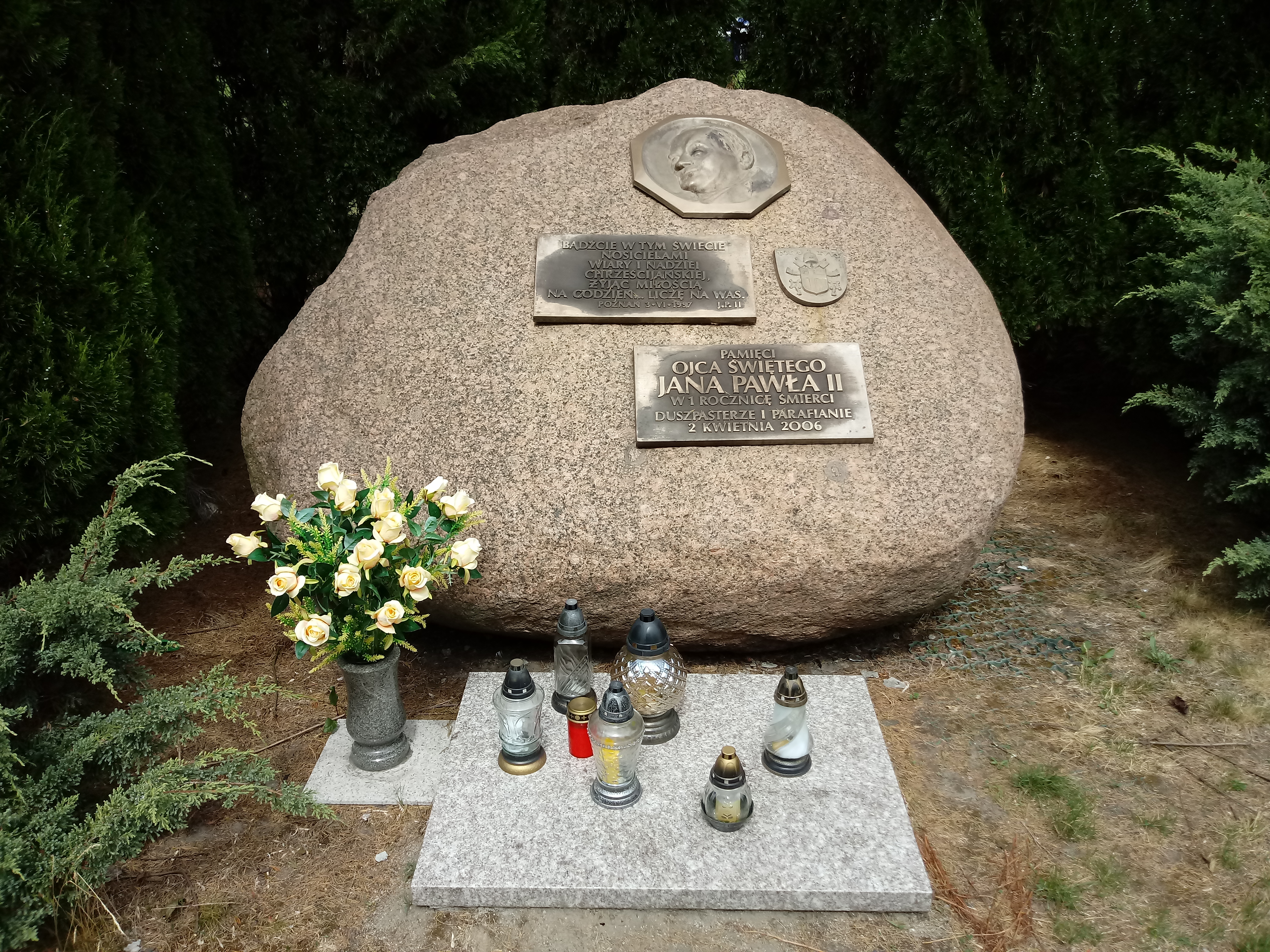
Głaz papieski